# Cophura stylosa
Cophura stylosa är en tvåvingeart som beskrevs av Charles Howard Curran 1931. Cophura stylosa ingår i släktet Cophura och familjen rovflugor. Inga underarter finns listade i Catalogue of Life.